# Duklai csata
A duklai csata a második világháború egyik ütközete volt a keleti fronton 1944. szeptember 8. – október 28. között, a ma Lengyelország és Szlovákia között található Duklai-hágó birtoklásáért, valamint a szlovák nemzeti felkelés helyzetének javításáért. A német–magyar ellenállás erősebb volt a vártnál, és a szovjetek csak nagyon lassan tudtak haladni: egy hónapba telt, mire a hágó mindkét oldala az irányításuk alá került. Az eredeti tervvel ellentétben, hogy öt nap alatt elérik Eperjest, 50 napba került elérniük Felsővízközt, és csupán a hadműveletek kezdete után négy hónappal érték el a kitűzött célt. Az összecsapás a legvéresebb ütközet Szlovákia történelmében, a Kapisó, Chyrowa, Iwla és Głojsce falvak közelében található egyik völgy halálvölgy néven vált ismertté. A csata döntetlen eredménnyel zárult: a szovjetek nem tudták áttörni a védelmet, a tengelyhatalmak pedig a csata után visszavonultak a területről.

## Előzmények
1944. augusztus 29-én a német megszállás miatt a tervezett idő előtt kezdetét vette a szlovák nemzeti felkelés. Két nappal később, augusztus 31-én utasították Ivan Konyev marsallt, hogy dolgozza ki egy hadművelet terveit, a Szlovákiába való benyomulásra. A terv az volt, hogy a Duklai-hágón keresztül kelnek át a Kárpátokon, és öt napon belül elfoglalják Eperjes városát.

## A csata

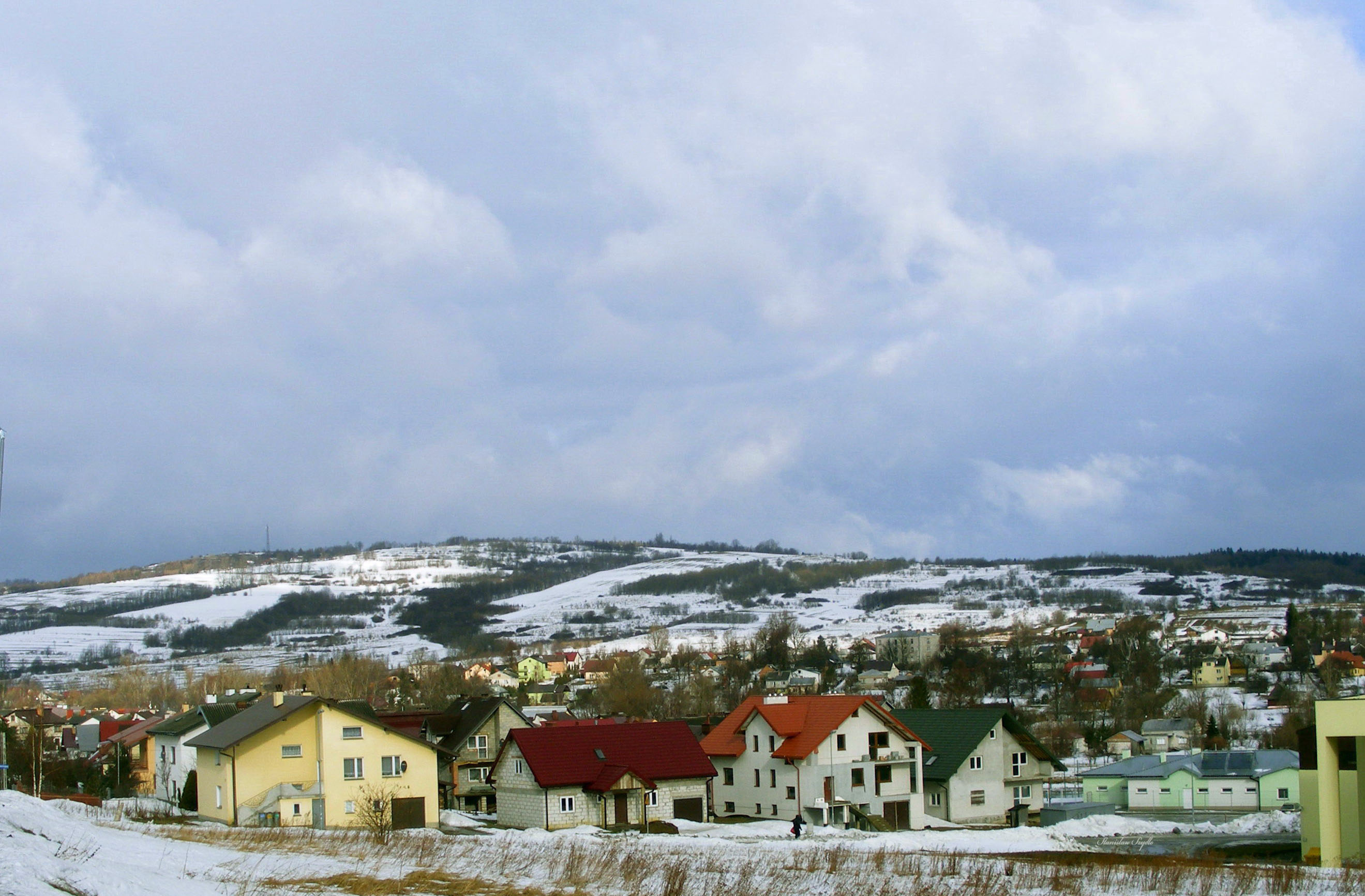
Az 534-es magaslat Dukla mellett

A szovjet támadás szeptember 8-án indult meg. Csupán három nappal később, 11-én sikerült Krosnót elfoglalni. A legnagyobb összecsapásokra a Duklától északkeletre lévő 534-es magaslatnál került sor szeptember 10–20. között, mely idő alatt a magaslat több mint hússzor cserélt gazdát. A várost 21-én sikerült elfoglalni, a németek által megerősített korábbi csehszlovák határt október 6-án foglalták el. Ezzel azonban nem ért véget a csata, ugyanis a németek délebbre is rendelkeztek megerősített állásokkal, így a szovjetek még egy hónapig próbáltak áttörni. A szorostól délre és Dobroszlótól nyugatra lévő völgyet a katonák „halálvölgy”-nek nevezték, itt a szovjetek és német páncélosok a kurszki csatához hasonlóan csaptak össze egymással. Október 28-án foglalták el a szovjet erők Felsővízközt. A szorost védő egyik megerősített német állást, az 532-es magaslaton csak november 25-én tudták elfoglalni.

## Következmények

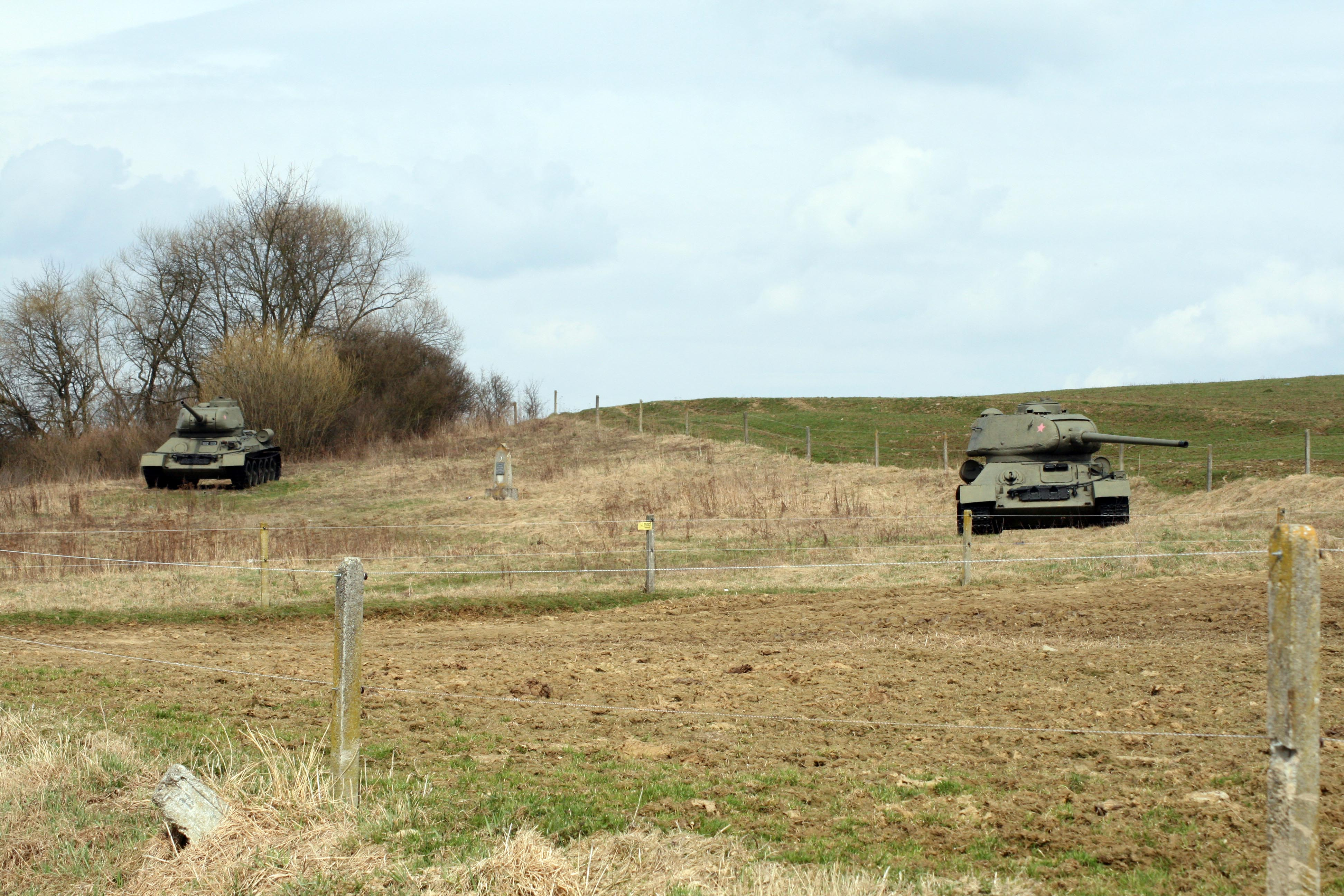
Kapisói emlékmű

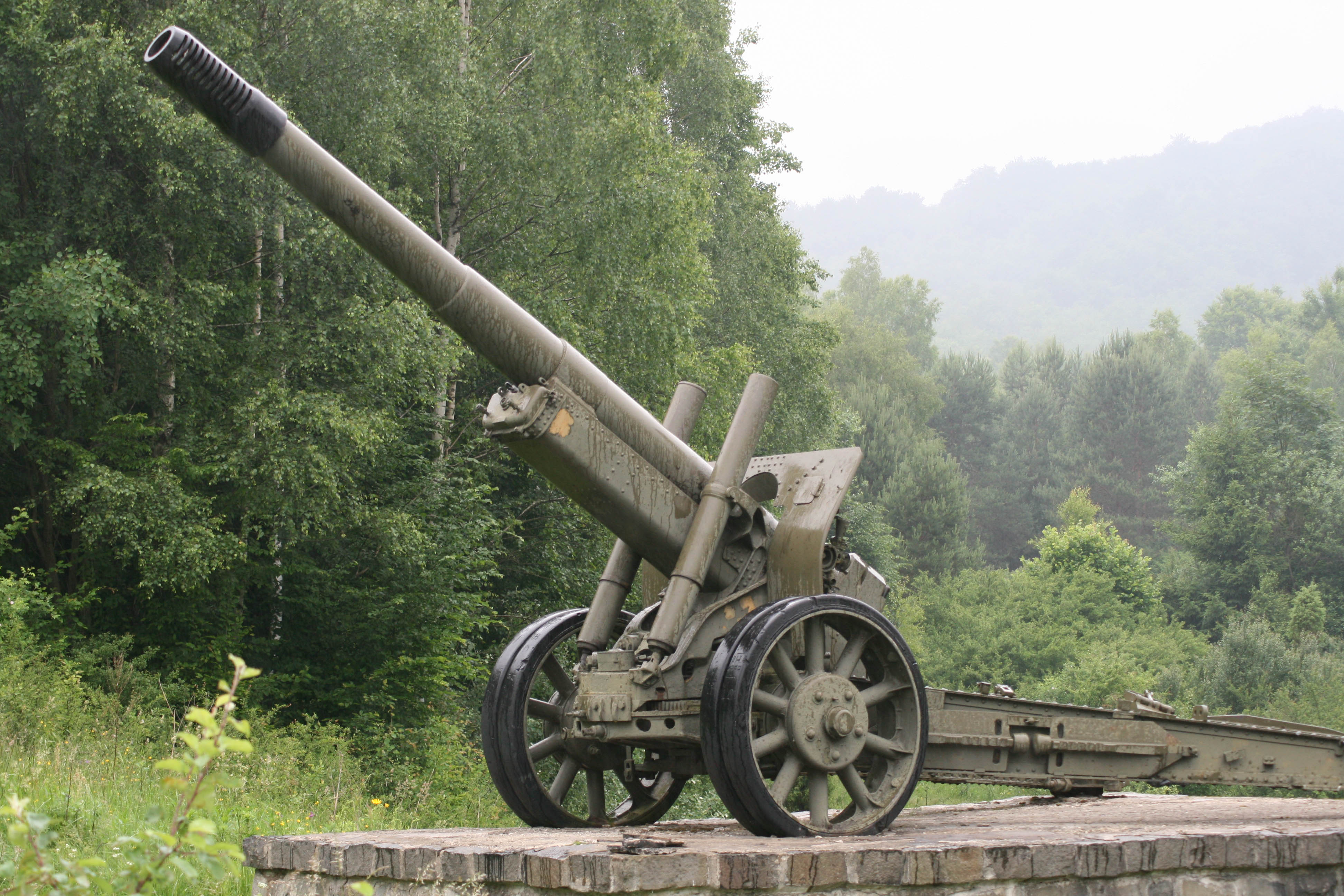
Kiállított löveg a felsőkomárnoki szabadtéri hadtörténeti múzeumban

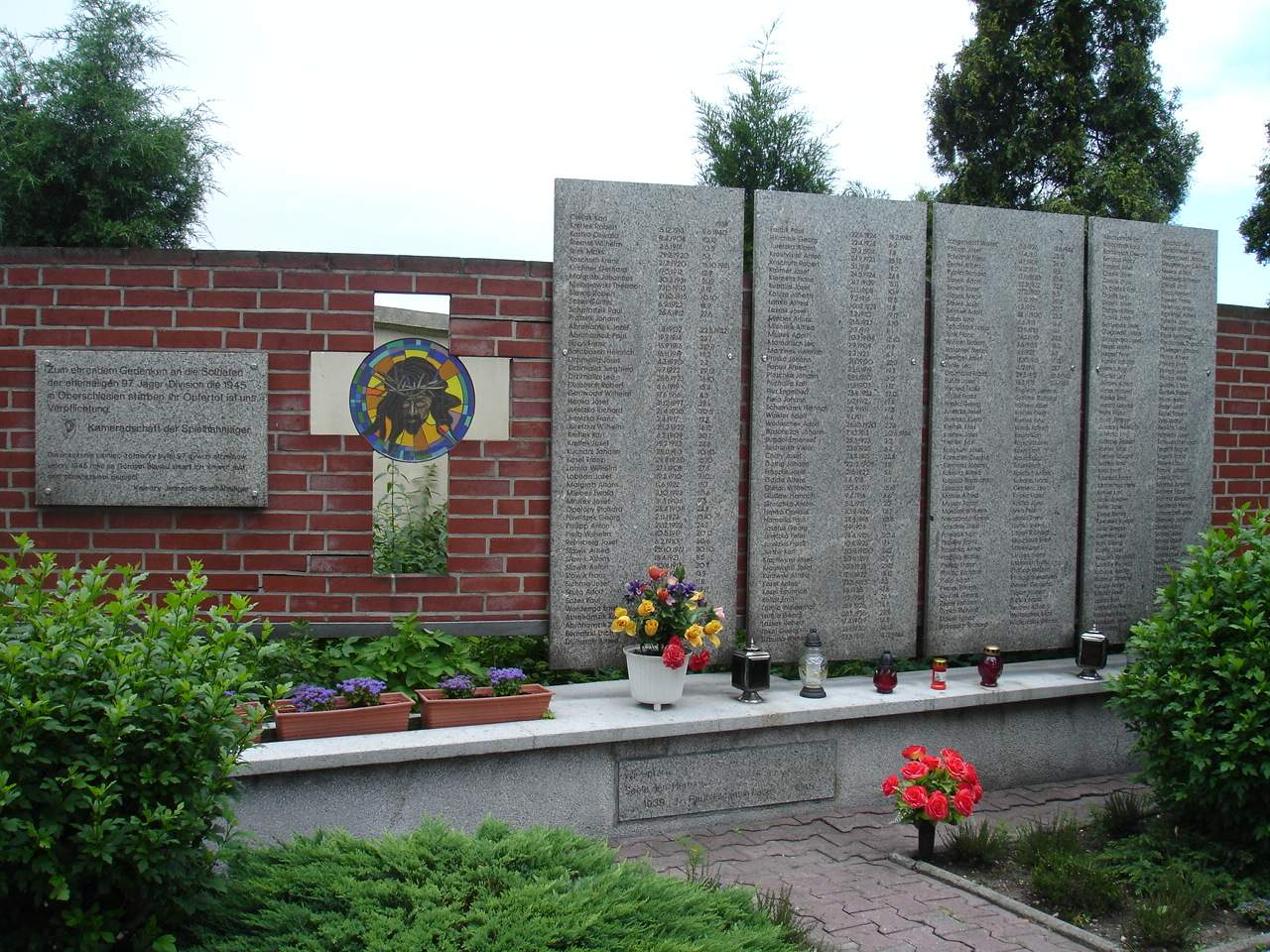
A német 97. vadászhadosztály emlékműve Krzanowicében

A szlovák nemzeti felkelés felmentés hiányában vereséget szenvedett, azonban a hágóban lekötött német erőknek köszönhetően tudott mintegy két hónapig kitartani. A szovjetek lassú előrenyomulása a vártnál nagyobb ellenállásnak és a szlovák felkelők felkészületlenségének köszönhető, utóbbiaknak kellett volna megszállniuk a hágót és biztosítani azt, amíg a szovjetek átkelnek.
A szovjet késlekedés és az emiatt elmulasztott segítségnyújtás miatt felmerült olyan gyanú is, hogy a szovjetek – a varsói felkeléshez hasonlóan – itt is gyengíteni kívánták a felkelőerőket, hogy később könnyebben vehessék át a helyi kommunisták a hatalmat.
1949-ben a csehszlovák kormány emlékművet emeltetett a csata helyszínén, Felsőkomárnokban, mely az első olyan település volt, amelyet a szovjetek az akkori Csehszlovákia területén foglaltak el. Később több más emlékművet is emeltek a térségben.

## Fordítás
Ez a szócikk részben vagy egészben  a   Battle of the Dukla Pass című angol Wikipédia-szócikk ezen változatának fordításán alapul.  Az eredeti cikk szerkesztőit annak laptörténete sorolja fel. Ez a jelzés csupán a megfogalmazás eredetét és a szerzői jogokat jelzi, nem szolgál a cikkben szereplő információk forrásmegjelöléseként.